# Expedição 15

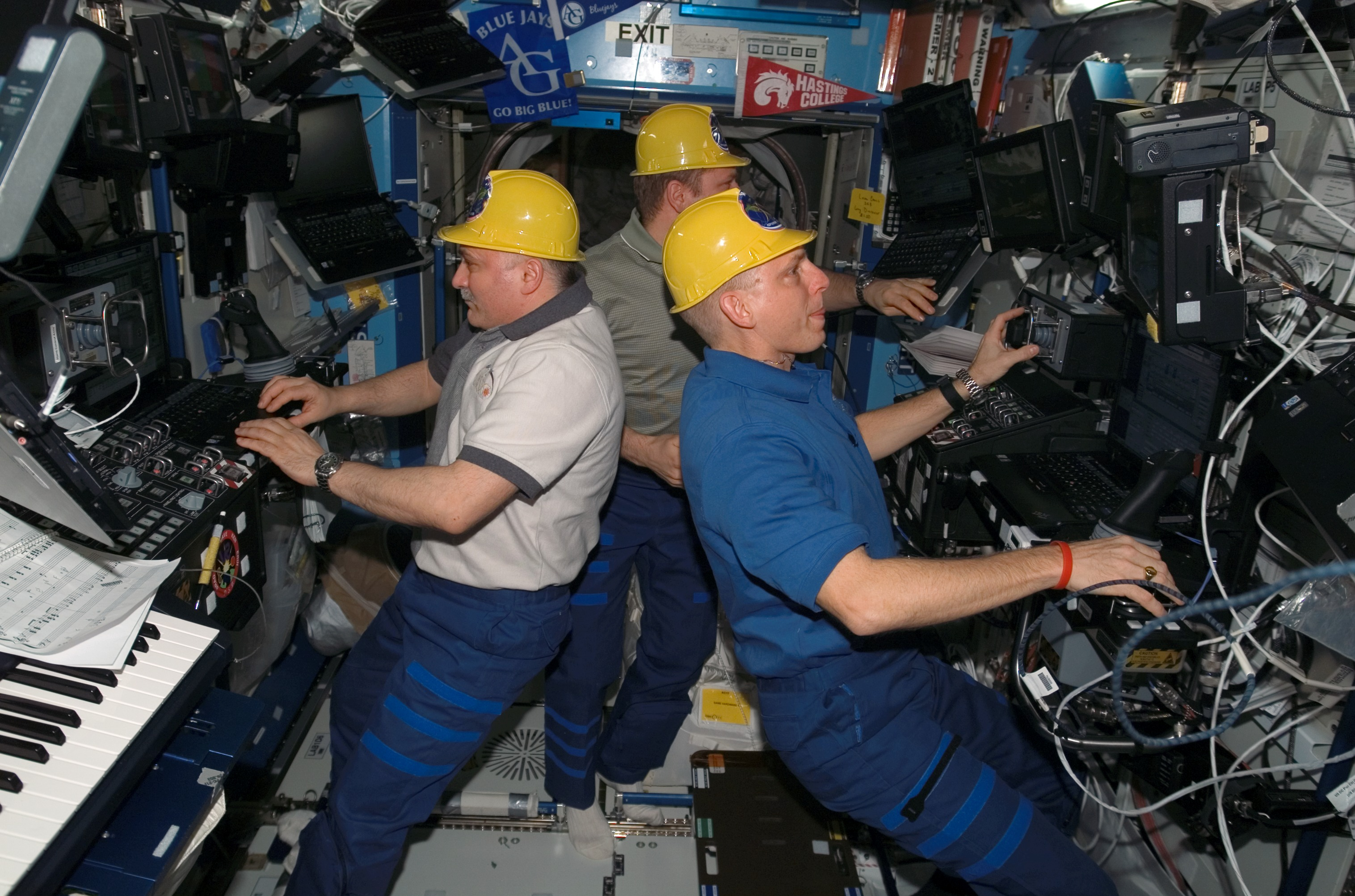
Cosmonautas Fyodor Yurchikhin (esquerda) e Oleg Kotov, juntos do astronauta Clay Anderson (direita) usando capacetes amarelos num momento menos sério.

Expedição 15 foi a 15ª expedição humana de longa duração na Estação Espacial Internacional, realizada entre 7 de abril e 21 de outubro de 2007. Contou com a participação total de quatro astronautas, dois russos e dois norte-americanos, dois deles participando de metade da missão alternadamente. Durante a expedição foram feitas três caminhadas espaciais e novas partes da estrutura da ISS foram instaladas.

## Tripulação
| Posição               | Primeira parte (Abril até junho de 2007) | Segunda parte (Junho até outubro de 2007) |
| --------------------- | ---------------------------------------- | ----------------------------------------- |
| Comandante            | Fyodor Yurchikhin                        | Fyodor Yurchikhin                         |
| Engenheiro de voo 1   | Oleg Kotov                               | Oleg Kotov                                |
| Engenheira/o de voo 2 | Sunita Williams                          | Clayton Anderson                          |

## Missão
A engenheira de voo da NASA Sunita Williams foi a primeira a bordo, já se encontrando na estação desde dezembro de 2006, egressa da missão anterior, Expedição 14, da qual também participou. Os dois cosmonautas russos Yurchikhin e Kotov chegaram em abril na Soyuz TMA-10 para completar a equipe, dando início à expedição. Com os russos na Soyuz veio o turista espacial Charles Simonyi, que passou apenas onze dias em órbita. 
Os três realizaram juntos a primeira parte da missão, com Sunita sendo substituída em junho por Clayton Anderson, que chegou a bordo da STS-117 Atlantis, a mesma que a levou de retorno à Terra. Anderson continuou até o encerramento em outubro.
No decorrer da expedição a Estrutura Integrada da Estação foi expandida duas vezes: durante a visita da STS-117 foi instalada a estrutura S3/S4 (painéis solares) e durante a visita da STS-118 Endeavour foi instalada a estrutura S5. Entre as diversas experiências científicas feitas, estão a monitoração de gases contaminantes – como amônia e monóxido de carbono – na atmosfera da estação, testes sobre a adaptação dos reflexos do cérebro à gravidade zero, observação da Terra e experiências biomédicas de várias naturezas, como o estudo da incidência de disseminação latente de vírus durante voo espacial.
A Expedição 15 encerrou-se oficialmente após a cerimônia oficial de troca de comando entre Fyodor Yurchikhin e a comandante da Expedição 16, Peggy Whitson, após a chegada desta em 19 de outubro. Em 21 de outubro, após a separação da Soyuz TMA-10 da ISS e início de retorno à Terra, o Controle da Missão em Moscou reportou que a Soyuz tinha entrado na atmosfera através de uma trajetória balística, o que resultou numa aterrissagem a 340 km do local previsto no Casaquistão, por esta ser uma trajetória mais curta. A aterrissagem porém, ocorreu sem incidentes, e as 10:55 UTC todos os membros da tripulação estavam fora da cápsula, aos cuidados da equipe de apoio em terra. A única vez que havia ocorrido semelhante aterrissagem foi durante a missão da Soyuz TMA-1, que atendia a Expedição 6.

### Atividades Extra-Veiculares - AEV
- AEV 1: 30 de maio de 2007 - Yurchikhin–Kotov: 5 horas, 25 minutos.[6]
- AEV 2: 6 de junho de 2007 - Yurchikhin–Kotov: 5 horas, 37 minutos.[7]
- AEV 3: 23 de julho de 2007 – Yurchikhin–Anderson: 7 horas, 41 minutos.[8][9]

## Galeria

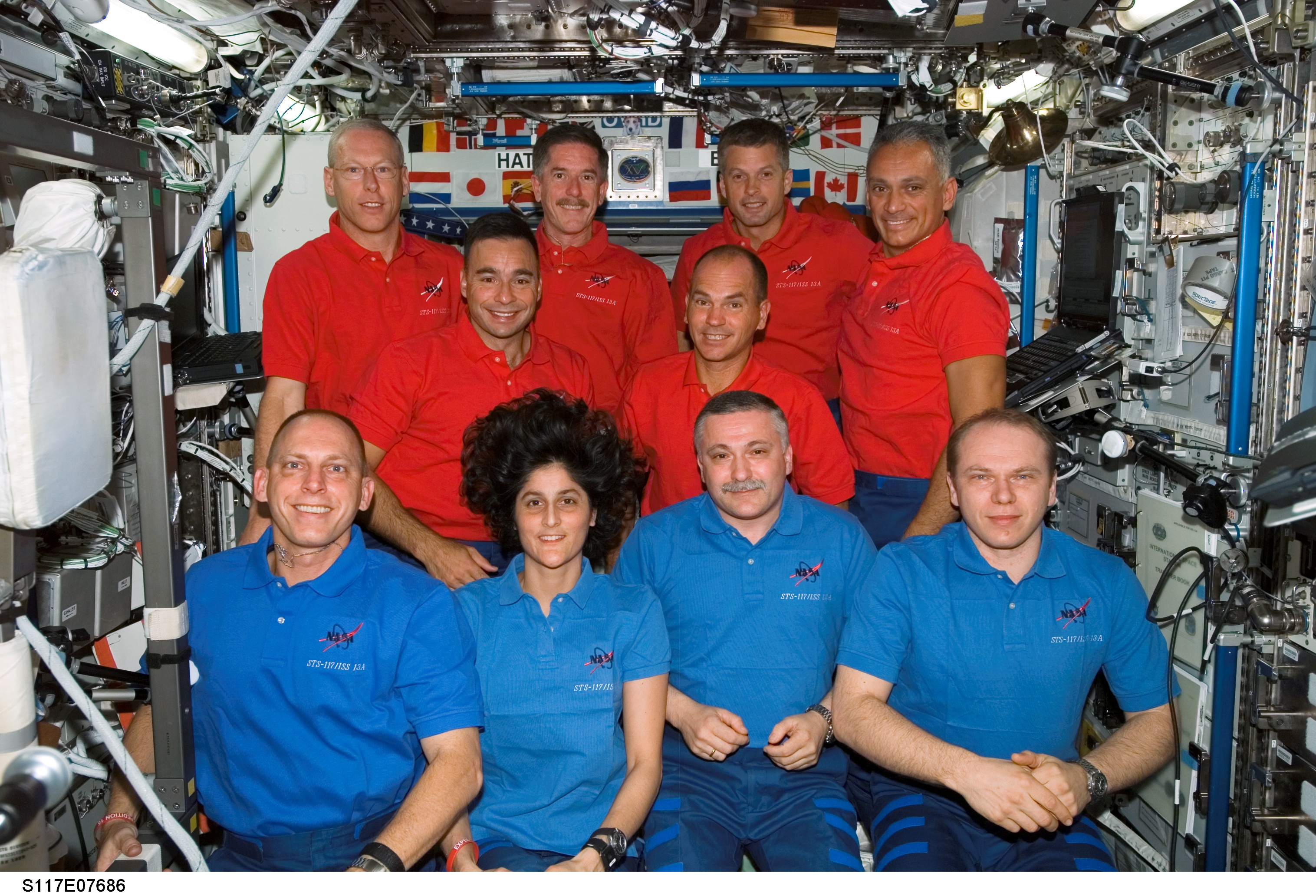
Os quatro integrantes da Expedição (azul) junto aos tripulantes da STS-117 Atlantis, durante a troca de Williams por Anderson.
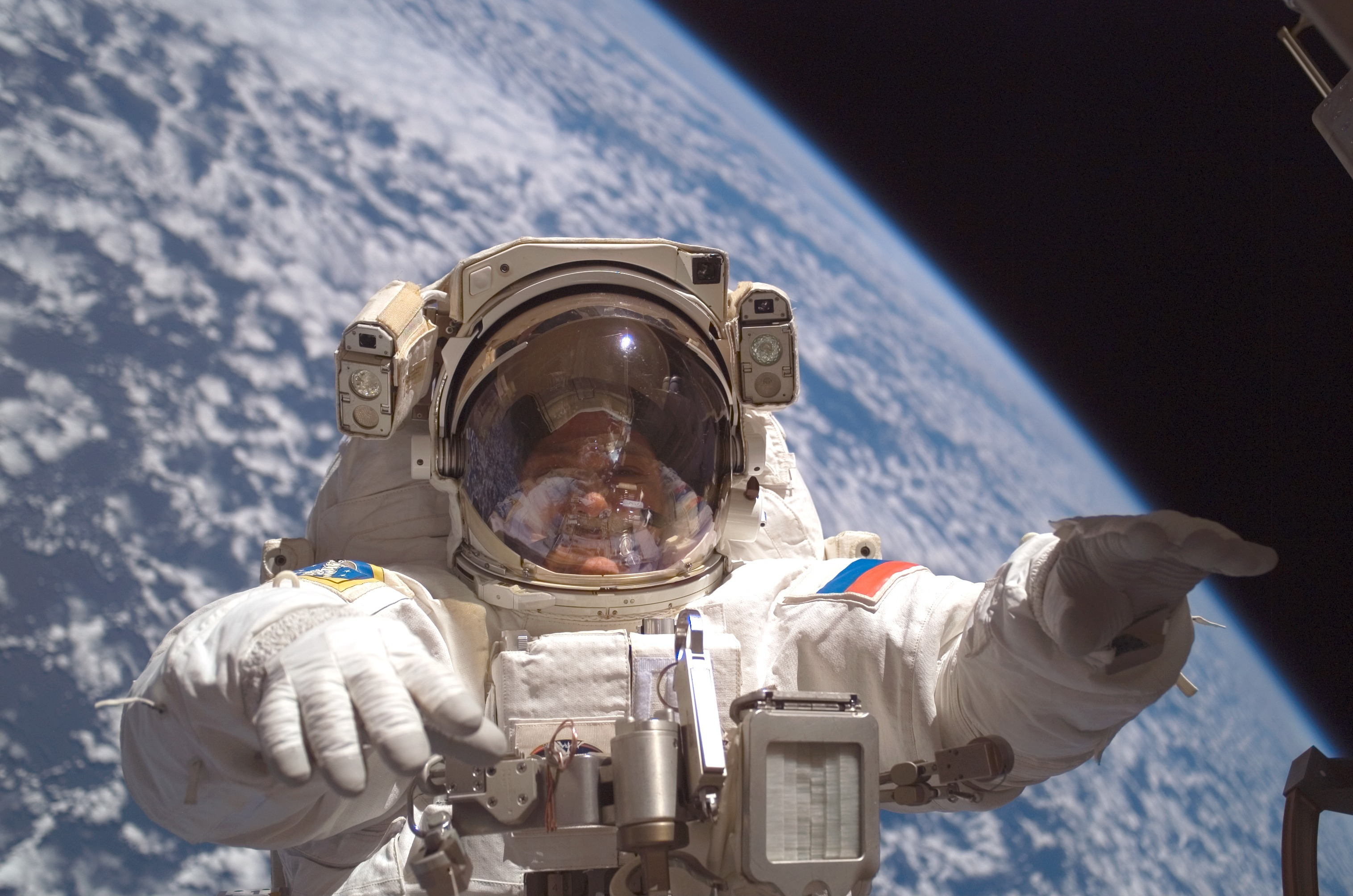
Fyodor Yurchikhin durante a última atividade extra-veicular.
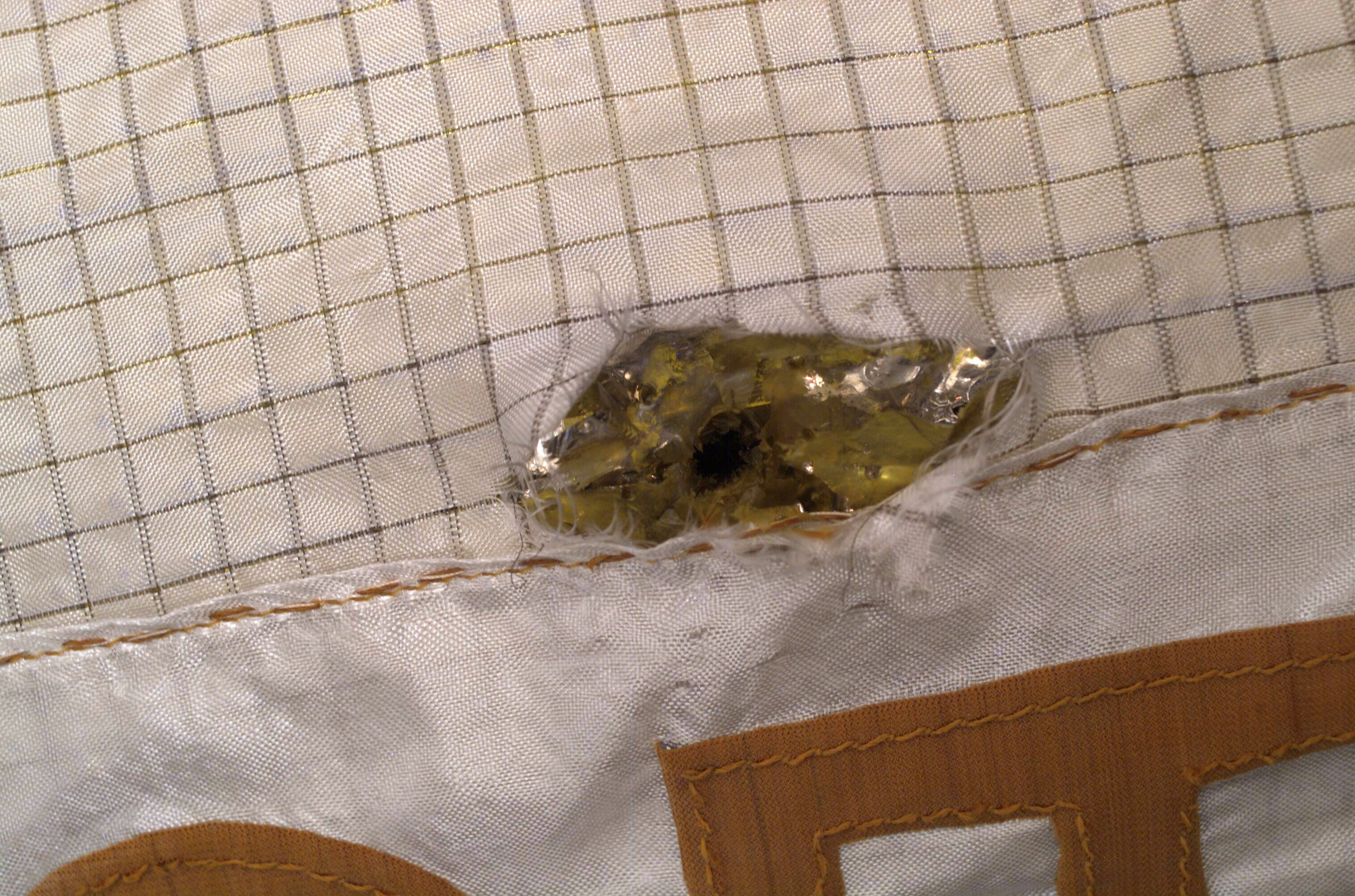
Dano numa camada protetora isolante do módulo Zarya, provavelmente causado pelo impacto de um micrometeorito.
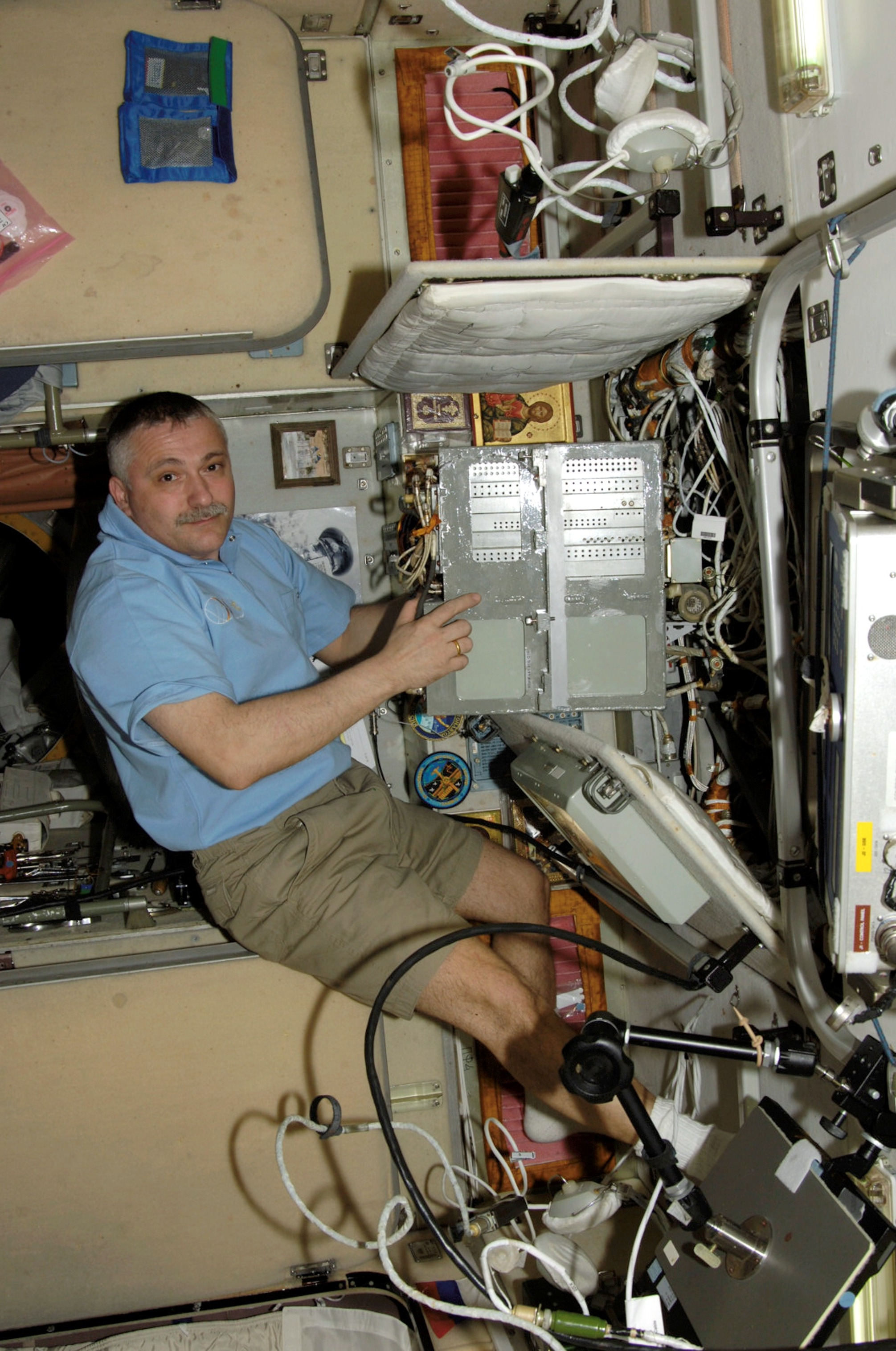
Yurchikhin faz trabalho de manutenção em equipamento de telemetria no módulo Zvezda.
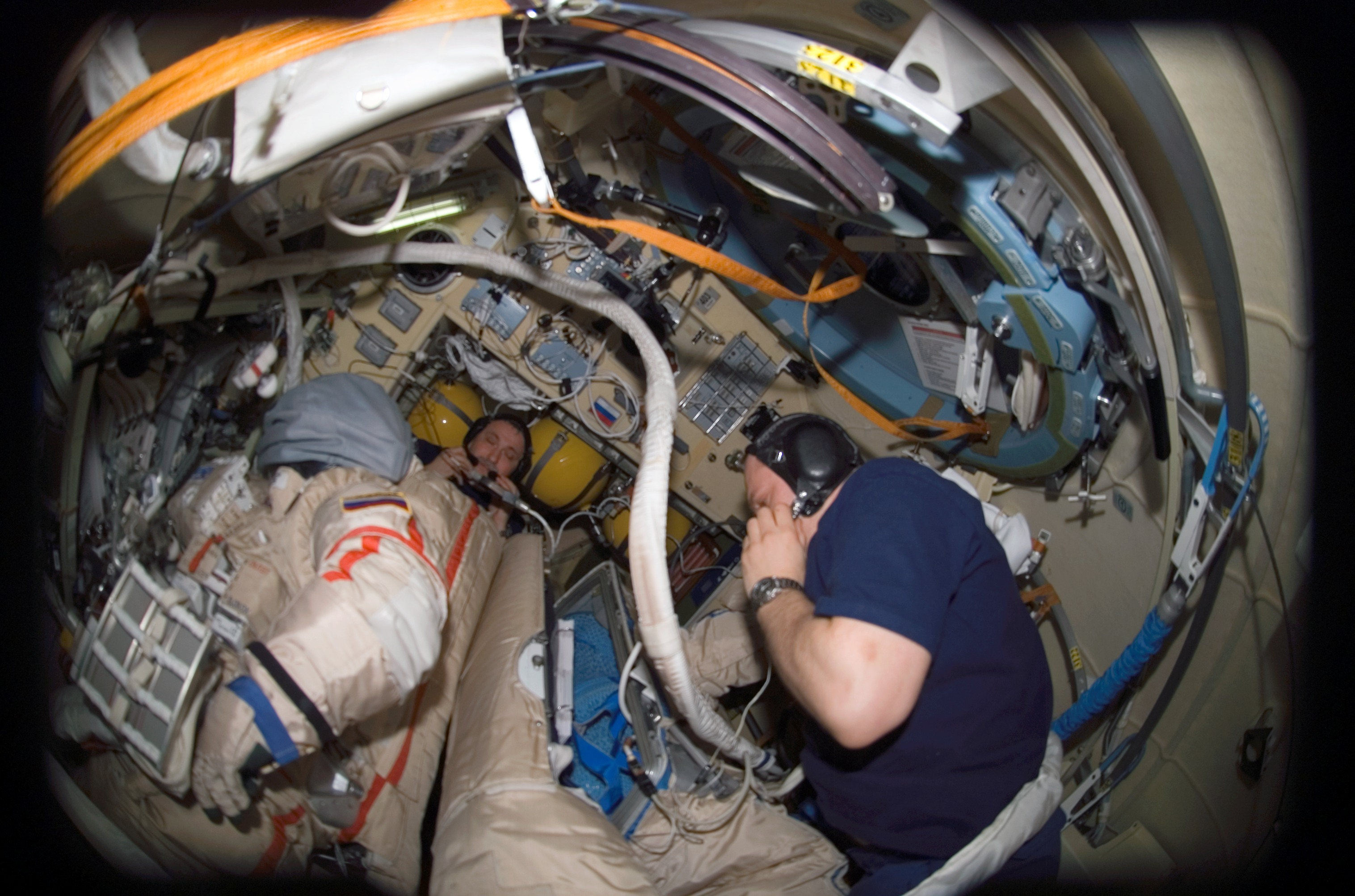
Preparativos para AEV no módulo Pirs.